# Peter Kopischke
Peter Kopischke (* 15. November 1942 in Seesen) ist ein niedersächsischer Politiker (SPD) und ehemaliges Mitglied des Niedersächsischen Landtages.

## Leben
Nach dem Besuch der Volksschule in Seesen wechselte Kopischke an die Handelsschule in Goslar. 1959 begann er eine Tätigkeit im Dienst der Stadt Seesen. Er besuchte die Verwaltungsschule und legte die erste Verwaltungsprüfung 1964 ab. Die II. Verwaltungsprüfung folgte 1967. Kopischke besuchte die Verwaltungs- und Wirtschaftsakademie in Braunschweig und legte 1973 das Verwaltungsdiplom ab. Von 1980 bis zur Wahl in den Landtag 1986 war er stellvertretender Stadtdirektor in Seesen. 
Seit 1960 war Kopischke Mitglied der Gewerkschaft ÖTV. Mitglied der SPD wurde er 1962. Er war Mitglied des Landesvorstandes der SPD Niedersachsen. Er wurde zum Vorsitzenden des Aufsichtsrates der Wirtschaftsbetriebe Seesen gewählt. Ferner war er Mitglied des Kuratoriums der Harzwasserwerke. 
Seit 1986 war er Stadtrat der Stadt Seesen und wurde hier SPD-Fraktionsvorsitzender. Von 1972 bis 1979 war er Abgeordneter des Kreistages des Landkreises Gandersheim (nach der Kreisreform Landkreis Goslar). Zwischen 1977 und 1979 war er auch hier SPD-Fraktionsvorsitzender. In der elften bis vierzehnten Wahlperiode war er Mitglied des Niedersächsischen Landtages vom 21. Juni 1986 bis zu seinem Mandatsverzicht am 14. Juli 1999. Hier war er Vorsitzender des Unterausschusses Freizeit, Tourismus und Heilbäderwesen des Ausschusses für Wirtschaft und Verkehr vom 20. September 1990 bis 20. Juni 1994.
Kopischke wurde im Juni 1999 zum hauptamtlichen Landrat des Landkreises Goslar gewählt und übte diese Funktion vom 21. Juni 1999 bis zum 31. Oktober 2001 aus.